# Jovita Feitosa
Antônia Alves Feitosa (Tauá, 8 de março de 1848 — Rio de Janeiro, 9 de outubro de 1867), conhecida pelo apelido de Jovita, foi uma militar brasileira. Tornou-se uma celebridade nacional em 1865 pelo fato de ter se engajado ao Exército Brasileiro como uma Voluntária da Pátria, atendendo à campanha de recrutamento das praças para a Guerra do Paraguai.

## Biografia
Nasceu na povoação de Brejo Seco, atualmente no município de Tauá, na região dos Inhamuns, na então província do Ceará, filha de Maria Rodrigues de Oliveira e Simeão Bispo de Oliveira; em 1860, sua mãe faleceu vítima de cólera.
No início de 1865, mudou-se para a casa dum tio, chamado Rogério, mestre de música, em Jaicós, no Piauí. Ali Jovita alistou-se, atendendo à campanha que se fazia em todo o país, aos 17 anos, travestida de homem — com o cabelo cortado e usando vestes masculinas. Conseguiu enganar os policiais, porém, foi delatada por uma mulher que logo reconheceu os traços femininos.
Ao ser levada para interrogatório policial, chorou copiosamente e manifestou o desejo de ir lutar nas trincheiras, com a mão no bacamarte. Não queria ser auxiliar de enfermeira, pois, se assim o desejasse poderia fazê-lo. Dizia querer vingar "a humilhação passada por seus compatriotas nas mãos dos desalmados paraguaios".
Foi aceita no efetivo do Estado, após o caso chamar a atenção de Franklin Dória, então presidente da Província do Piauí, que lhe incluiu no Exército Nacional como segundo-sargento. Recebeu fardamento e embarcou com o corpo de voluntários.
Ao chegar ao Rio de Janeiro, Jovita tornou-se uma personalidade pública e notória: todos queriam conhecer a mulher que desejava ir à guerra. Na capital imperial foi entrevistada numa das salas do quartel do campo de aclamação.
Dois meses depois de chegar ao Rio de Janeiro, Jovita Feitosa teve seu embarque negado pelo Ministro da Guerra, que a julgou incompatível com o serviço na frente de batalha por ser mulher.
Jovita e seus apoiadores tentaram de todas as maneiras revogar a ordem. Em 18 de setembro de 1865, ela foi recebida pelo próprio imperador Pedro II. Mesmo assim, não houve jeito. Pouco a pouco, os jornais deixaram de se interessar por ela. Seus apoiadores organizaram um espetáculo beneficente para custear seu retorno ao Piauí. Meses depois, ao chegar a Jaicós, recebida friamente por sua família. Aborrecida, sem conseguir se encaixar novamente no mundo de onde viera, ela voltou ao Rio de Janeiro. Sozinha e sem trabalho, "arremessou-se no caminho da perdição e da amargura" e se tornou, no dizer de um jornal da época, uma das elegantes do mundo equívoco.
Jovita suicidou-se aos 19 anos, na tarde de 9 de outubro de 1867, quarta-feira, na casa da Praia do Russel, n.º 43. Havia algum tempo que ela mantinha relações com o inglês William Noot, engenheiro da Rio de Janeiro City Improvements Ltd., a primeira empresa responsável pelo tratamento de esgotos na cidade, que morava com outro colega no referido endereço. Tendo finalizado o tempo de contrato que Noot tinha com a companhia, ele teve que partir de volta à sua pátria, e, no domingo anterior, escreveu um bilhete em inglês, despedindo-se de Jovita. Como ela desconhecia aquele idioma, e julgando que naquele bilhete continha apenas os cumprimentos habituais que o mesmo lhe fazia em português, Jovita não lhe deu importância. Na quarta-feira, ao saber por terceiros da partida de Noot, às 14 horas, Jovita arrumou-se com esmero e foi à casa da Praia do Russel. Ali chegando, só encontrou apenas a escrava que tomava de conta da casa, que lhe informou que Noot havia realmente partido e que seu companheiro não se encontrava.
Jovita então foi ao quarto que fora habitado pelo engenheiro e, pedindo um envelope, neste colocou alguns papéis em direção a Noot e pediu à escrava que os remetesse ao seu destino e a dispensou, sentando-se à cama que havia ali. Às 17h30, estranhando a permanência da jovem no quarto, a escrava retornou e encontrou Jovita deitada à cama, sem vida, com a mão direita sobre o coração. Na tentativa de reanimá-la, a escrava buscou erguê-la e viu então que a mão sobre o coração apertava um punhal nele cravado. No bolso esquerdo do vestido de Jovita, foi encontrado um bilhete por ela escrito, declarando que ninguém a havia ofendido e que se matava por motivos que só ela e Deus conheciam. Seu corpo foi sepultado no Cemitério São Francisco Xavier, no bairro do Caju.
Em 27 de março de 2017, o nome de Jovita Alves Feitosa foi inscrito no Livro dos Heróis da Pátria, que se encontra no Panteão da Pátria e da Liberdade Tancredo Neves, em Brasília, em virtude da lei n.º 13 423 de 2017.